# Stefano Ricci (calciatore)
Stefano Ricci (Desio, 3 settembre 1974) è un ex calciatore italiano, di ruolo difensore.

## Carriera
Conta 6 presenze nella massima serie olandese con la maglia del Roosendaal e, in Italia, 99 presenze in Serie B, 49 presenze in Serie C1 e 11 presenze in Serie C2.